# 马来西亚公共工程局
马来西亚公共工程局（简称JKR）是马来西亚联邦政府的行政机构，由马来西亚工程部管辖，负责西马和纳闽的公共设施建设和维护。在沙巴州和砂拉越州，该州的公共工程局分别由其州政府管辖，但同时也隶属于工程部。

## 历史
马来西亚公共工程局最早的前身于1872年成立的海峡殖民地公共工程局，当时只管辖新加坡、槟城和马六甲的建设事务。1932年1月1日起，海峡殖民地公共工程局与马来联邦公共工程局合并，并于1948年2月改组为马来亚工程局。1951年4月，马来亚工程局归属于工程及房屋委员管辖。1855年8月起马来亚工程局隶属于工程部，1956年隶属于邮政及电信工程部，1963年隶属于邮政、能源及电信工程部，1976年隶属于工程及公共设施部，并从1983年至今属于工程部。

## 组织架构
- 首席总监
  - 副首席总监（设施）
    - 道路处高级总监
      - 道路及桥梁组总监

    - 交通设施工程处总监
    - 斜坡处总监
    - 道路设施维护处总监
    - 边佳兰深水石油项目管理队总监

  - 副首席总监（建筑）
    - 一般建筑工程1处高级总监
    - 一般建筑工程2处总监
    - 教育工程处总监
    - 安全工程处总监
    - 卫生工程处总监
    - 建筑设施维护处总监
    - 特殊项目1队总监
    - 特殊项目2队总监

  - 副首席总监（专业）
    - 建筑师处高级总监
    - 公共及架构工程处高级总监
    - 合约及工料测量处高级总监
    - 机械工程处高级总监
    - 电气工程处高级总监
    - 土力工程处总监
    - 环境及能源效率处总监

  - 综合资产规划处高级总监
  - 工程及工艺辉煌中心高级总监
  - 政策及组织管理总监

### 分局
1. 布城公共工程局
2. 吉隆坡公共工程局
3. 纳闽公共工程局
4. 吉兰丹南部发展区总监
5. 登嘉楼中部发展区总监
6. 彭亨公共工程局
7. 柔佛公共工程局
8. 霹雳公共工程局
9. 雪兰莪公共工程局
10. 登嘉楼公共工程局
11. 森美兰公共工程局
12. 吉兰丹公共工程局
13. 吉打公共工程局
14. 槟城公共工程局
15. 马六甲公共工程局
16. 玻璃市公共工程局[2]